# Huệ
Huệ còn gọi là dạ lai hương (thơm ban đêm) hoặc vũ lai hương (thơm lúc mưa) (danh pháp hai phần: Polianthes tuberosa), là một loài hoa đặc biệt, nở về đêm, có khả năng tỏa hương về ban đêm với mùi hương ngào ngạt. Ở Việt Nam, hoa huệ dùng để cắm trong các dịp cúng, lễ, còn gọi là huệ ta, để phân biệt với hoa huệ trong bức tranh nổi tiếng "Thiếu nữ bên hoa huệ" là huệ tây (Lilium longiflorum), hay còn gọi là hoa loa kèn.

## Đặc điểm
Hoa huệ thuộc họ Thùa (Agavaceae), hình dáng giống cây tỏi. Hoa huệ có hai giống, huệ đơn còn gọi là huệ xẻ, cây thấp hoa ngắn và thưa. Huệ kép còn gọi là huệ tứ diện, cây cao, hoa dày và bông dài hơn.
Hai giống này có thể phân thành nhiều loại trong đó có huệ trâu cao khoảng 1,5- 1,6 mét bông dài. Huệ ta bông ngắn, thường nở trên cây, có mùi thơm, ngoài ra còn có huệ đỏ.
Hoa huệ có màu trắng, bao hoa hình phễu, hương ngào ngạt, toả hương về ban đêm. Nhiều người cho rằng hương thơm của huệ không tốt cho sức khoẻ nên ít ai cắm huệ trong phòng ngủ.
Cây hoa huệ là cây ưa ánh sáng, cho hoa quanh năm. Tuy nhiên, hoa huệ nở chủ yếu vào mùa hè còn mùa đông cho ít hoa, hoa nhỏ, bông ngắn hơn.
Hoa huệ có cấu tạo cánh khá đặc biệt, khi không khí có độ ẩm cao, những khí khổng (lỗ trao đổi khí) trên cánh hoa tự động mở to để dầu thơm thoát ra ngoài. Ban đêm tuy không có nắng, nhưng độ ẩm không khí lại cao hơn ban ngày, cho nên các khí khổng mở to cho mùi thơm thoát ra (mở túi thơm). Chính vì thế, ban ngày hoa huệ chỉ toả hương thoang thoảng, nhưng ban đêm nó lại thơm ngào ngạt.
Hoa huệ toả mùi thơm theo độ ẩm, vì vậy không chỉ ban đêm, mà vào ban ngày, kể cả khi trời mưa, độ ẩm không khí cao, hoa huệ cũng thơm hơn ngày nắng.
Tập tính nở về đêm của huệ hình thành qua quá trình tiến hóa. Do hoa tỏa ra mùi thơm để thu hút côn trùng đến thụ phấn, duy trì nòi giống, vì vậy hoa thụ phấn nhờ vào các loại côn trùng hoạt động vào ban đêm đặc biệt là hoa huệ thụ phấn nhờ bướm đêm, nên phải nở vào ban đêm để thu hút những loài côn trùng này.

## Việc nuôi trồng ở Việt Nam
Ở Việt Nam, hoa huệ là thứ hoa được dùng nhiều trong việc cúng, lễ mà ít dùng để tặng nhau. Cắm huệ vào bình nên rửa chân hoa và thay nước hàng ngày để giữ hoa được lâu. Nước cắm hoa nên nhỏ vài giọt thuốc tím hay thuốc đỏ để diệt khuẩn gây thối chân hoa.
Hoa Huệ được trồng nhiều tại miền Bắc và một số vùng ở miền Trung. Hoa huệ được tiêu thụ nhiều nhất vào mùa lễ hội, đi chùa sau tết âm lịch ở Việt Nam.
Hiện nay, huệ đang được trồng chủ yếu ở các tỉnh phía Bắc Việt Nam, đặc biệt là các vùng trồng hoa lân cận Hà Nội.
Dùng hoa huệ trong các dịp lễ tết đã là một thói quen tiêu dùng của Việt Nam.. vì vậy nhu cầu tiêu thụ hoa huệ rất lớn. Tuy nhiên, do quá trình đô thị hoá nên diện tích trồng huệ ở đây đã bị thu hẹp nhanh chóng, trong khi đó nhu cầu về hoa huệ trên thị trường ngày càng gia tăng vì vậy giá hoa huệ nhiều năm vẫn ở mức cao.
Nhiều nông dân ở các tỉnh lân cận Thành phố Hồ Chí Minh đã chuyển sang trồng hoa huệ để đáp ứng nhu cầu thị trường. Tại Đồng Nai, Bình Dương, Bà Rịa – Vũng Tàu nhiều hộ dân đã thay đổi nhờ trồng hoa huệ.
Hoa huệ cũng được coi là nguyên liệu để chế biến một số món ăn bổ dưỡng.

## Hình ảnh

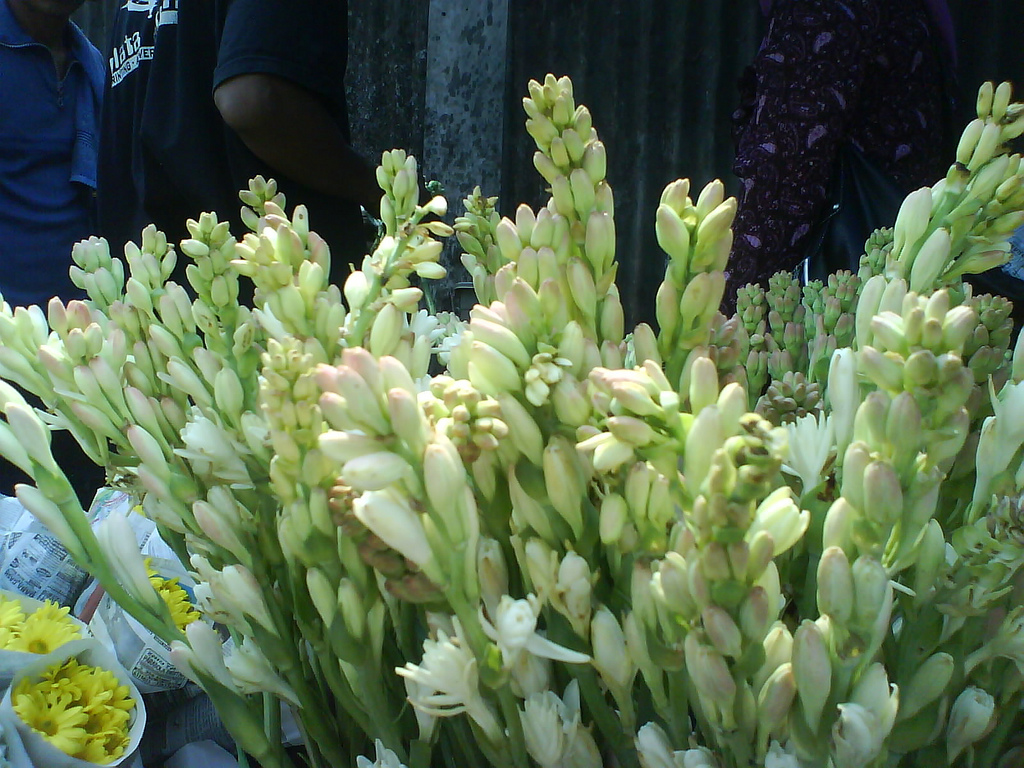
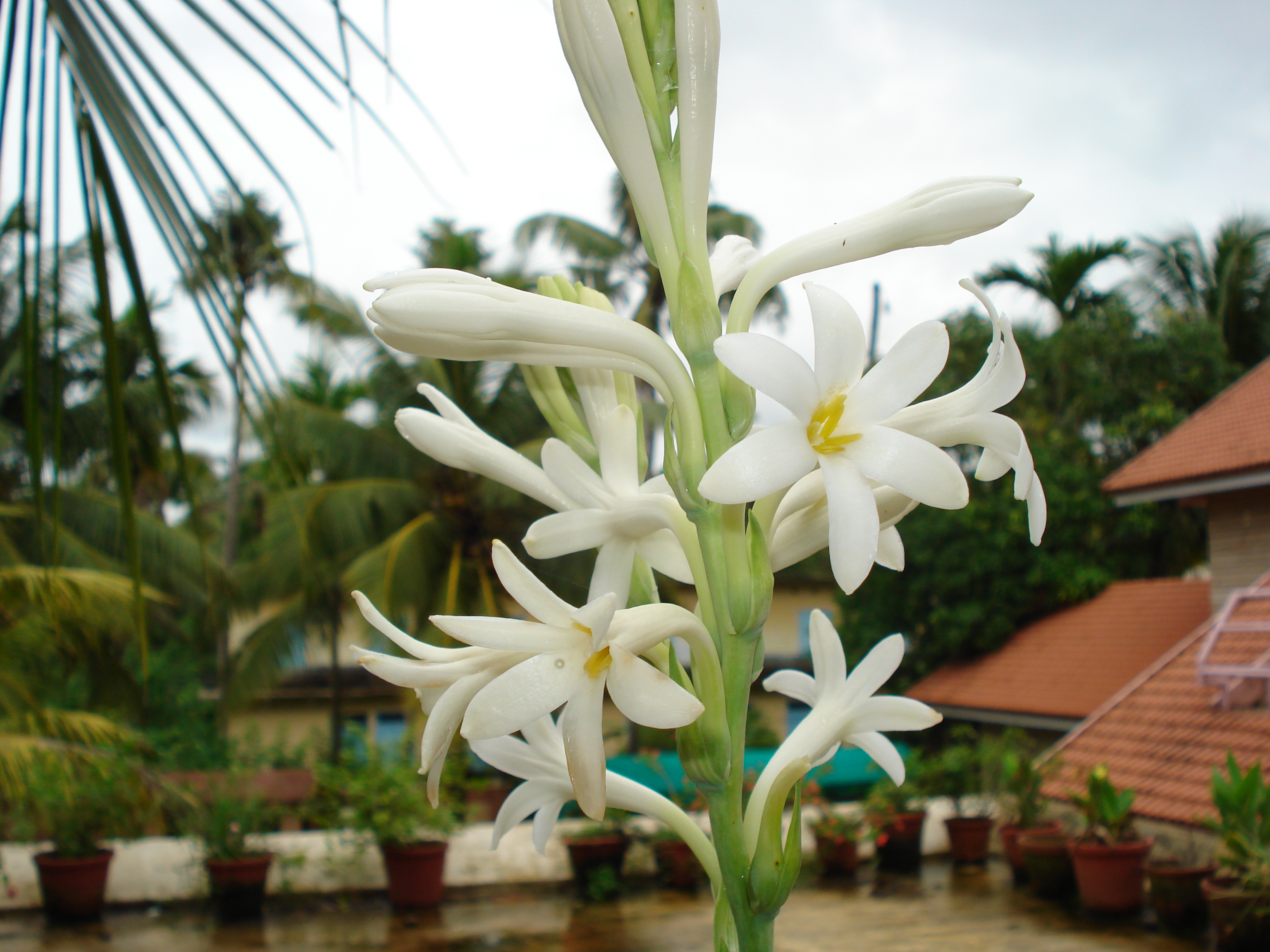
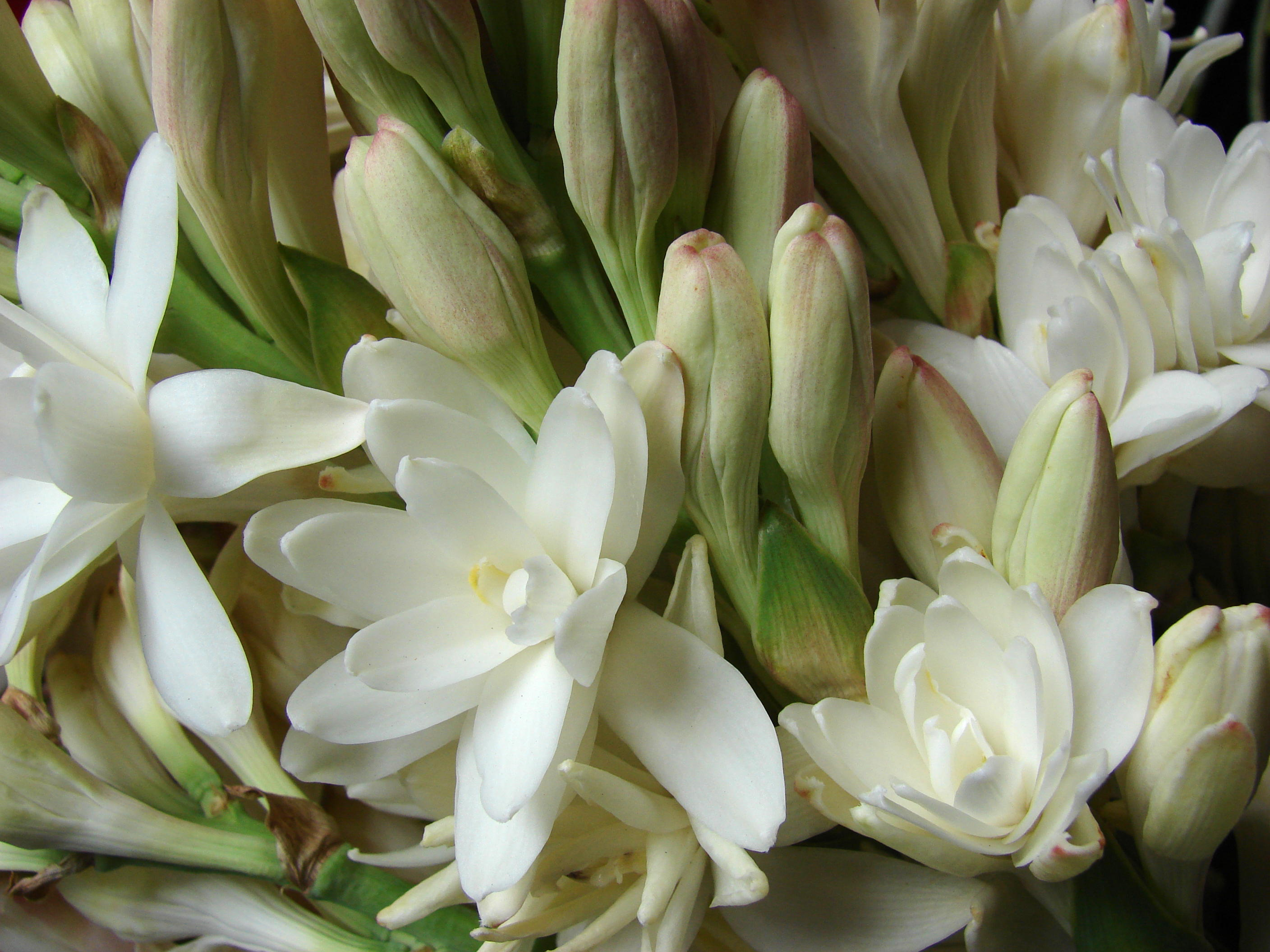